# Knema tridactyla
Knema tridactyla är en tvåhjärtbladig växtart. Knema tridactyla ingår i släktet Knema och familjen Myristicaceae.

## Underarter
Arten delas in i följande underarter:
- K. t. pachydactyla
- K. t. salicifolia
- K. t. sublaevis
- K. t. tridactyla